# قصور الغدد التناسلية
قصور الغدد التناسلية (بالإنجليزية: Hypogonadism)‏ هو مصطلح طبي يستخدم لوصف نقص النشاط الوظيفي في عمل الغدد التناسلية – الخصيتين عند الرجال والمبايض عند النساء – والذي قد يؤدي إلى قصور في عملية التصنيع الحيوي للهرمونات الجنسية. في مصطلحات العالم ليمان، يطلق عليها أحيانا «البلوغ المتقطع من المرحلة الأولى». انخفاض نسبة الاندروجين (مثل التيستوستيرون) يعرف بنقص هرمون الاندروجين، وانخفاض نسبة الاستروجين يعرف بنقص هرمون الاستروجين، واللذان قد يحدثان كأعراض لقصور الغدد التناسلية في الجنسين، ويمكن تشخيصهما في كلا الجنسين أيضا. ومن الهرمونات الأخرى التي يمكن أن تنخفض نسبة تركيزها على أثر هذا المرض: البروجيستيرون، ودي هيدرو ابي أندروستيرون، وهرمون مولاريان المضاد، وأكتيفين، وانهيبين. تكوين الحيوانات المنوية في الرجال والإباضة في النساء قد تضعف تحت تأثير قصور الغدد التناسلية، والذي قد يؤدي -اعتمادا على حدة المرض- إلى عقم جزئي أو كلي.

## التصنيف
نقص الهرمونات الجنسية قد يؤدي إلى قصور أولي أو ثانوي في التطور الجنسي، أو تأثير انسحابي (مثل انقطاع الطمث المبكر) عند البالغين. قصور في تطور البويضة أو الحيوان المنوي قد يؤدي إلى العقم. مصطلح قصور الغدد التناسلية يُستخدم عادة لوصف الحالات التي يكون فيها هذا القصور دائما فضلا عن كونه عابرا أو يمكن عكس تأثيره، ويستخدم أيضا لوصف النقص في الهرمونات الجنسية مع أو بدون وجود العقم. يقل استخدام المصطلح لوصف حالات العقم غير المترافقة مع نقص الهرمونات الجنسية. هناك العديد من أنواع قصور الغدد التناسلية والعديد من طرق تصنيفها. وقد صنفه علماء الغدد الصم عن طريق مستوى الخلل الوظيفي في الجهاز التناسلي، ويقوم الأطباء بقياس مستوى هرمون الجونادوتروبين (LH,FSH) للتفريق ما بين قصور الغدد التناسلية الأولي والثانوي. في القصور الأولي يكون هناك ارتفاع في مستوى هرموني LH وFSH مما يعني أن المشكلة في الخصيتين، أما في القصور الثانوي، فإن مستوى الهرمونين يكون ضمن المستوى الطبيعي أو أقل من الطبيعي مما يعني أن المشكلة في الدماغ.

### الجهاز المصاب
- قصور الغدد التناسلية الناتج من اختلالات في الغدد التناسلية يطلق عليه عادة قصور الغدد التناسلية الأولي. ومن الأمثلة على ذلك متلازمة كلينفينتر ومتلازمة تيرنر. النكاف أيضا من الأسباب المعروفة التي تسبب القصور الخصوي، وفي السنوات الحالية أصبح هناك مطعوم للنكاف في الولايات المتحدة الأمريكية. دوالي الخصية تقلل الإنتاج الهرموني كذلك.
- قصور الغدد التناسلية الناتج من قصور في وظائف تحت المهاد (الوطاء) أو الغدة النخامية يُسمى قصور الغدد التناسلية الثانوي أو قصور الغدد التناسلية المركزي (إشارة إلى الجهاز العصبي المركزي).
  - مثال على قصور في غدة تحت المهاد يشمل متلازمة كالمان.
  - مثال على قصور في الغدة النخامية يشمل قصور النخامية.
- مثال على قصور الغدد التناسلية الناتج من نقص في الاستجابة للهرمون يشمل متلازمة نقص الأندروجين، والتي يكون فيها عدد مستقبلات التوستيستورون قليل، فينتج عن ذلك مظهر أنثوي على الرغم من وجود كروموسومات XY.

### أولي أو ثانوي
- الأولي – القصور موروث في الغدد التناسلية: مثل متلازمة نونان ومتلازمة تيرنر (45X,0) ومتلازمة كلينفيلتر (47XXY)، إناث XY الذين يملكون مناعة جين SRY.
- الثانوي – القصور يقع خارج الغدد التناسلية مثل متلازمة تكيس المبايض، ومتلازمة كالمان، وقصور الغدد التناسلية الناتج عن نقص مُوّجهة الغدد التناسلية.[1] داء ترسب الأصبغة الدموية والسكري من الممكن أن تكون سبباً في ذلك.

### خلقي أو مكتسب
- أمثلة على الأسباب الخلقية لقصور الغدد التناسلية تشمل أسباب توجد عند الولادة:
  - متلازمة تيرنر في الإناث، ومتلازمة كلينفينتر في الذكور. وهي أيضا من مسببات متلازمة CHARGE.
- أمثلة على الأسباب المكتسبة لقصور الغدد التناسلية:
  - الأفيون المنشط لنقص الأندروجين (الناتج عن الاستخدام الطويل للأدوية الأفيونية مثل المورفين والأوكسيسودين والميثادون والفينتانيل والهايدرومورفون)

قصور الغدد التناسلية المحفز بالستيوريدات البناءة.
- - النكاف في مرحلة الطفولة
  - الأطفال المولودون لأمهات تناولن مثبطات جهاز الغدد الصم تنائي ايثيلستيلبيسترول في حالة وجود احتمالية الإجهاض
  - الإصابة الدماغية الرضية، حتى في الطفولة
  - في الذكور الشيخوخة الطبيعية تسبب نقص في هرمون الاندروجين، والذي يطلق عليه أحيانا انقطاع الطمث الذكوري، وقصور الغدد التناسلية المتأخر، وانخفاض هرمون الأندروجين في الذكر المستشيخ، مع وجود أسماء أخرى.

### الهرمونات والخصوبة
قصور الغدد التناسلية قد يشمل إنتاج الهرمون فقط، أو الخصوبة فقط، ولكن في معظم الأحيان يشتمل على كليهما.
- أمثلة على قصور الغدد التناسلية الذي يؤثر على الإنتاج الهرموني أكثر من الخصوبة: قصور الغدة النخامية ومتلازمة كالمان، وفي كلتا الحالتين الخصوبة تتناقص حتى يتم تعويض الهرمون ويمكن ذلك من خلال العلاج الهرموني التعويضي.
- أمثلة على قصور الغدد التناسلية الذي يؤثر على الخصوبة أكثر مما يؤثر على الإنتاج الهرموني تشمل متلازمة كلينفينتر وخلل الحركة الهدبي الأول (متلازمة Kartagener).

## العلامات والأعراض
النساء اللاتي يعانين من قصور الغدد التناسلية لن يبدأن الطمث والذي قد يؤثر على الطول ونمو الثدي. وحدوث المرض بعد البلوغ يسبب الوقف التام للدورة، ويقلل النشوة الجنسية، ويسبب فقدان الشعر، والشعور المفاجئ بالحمى. وفي الذكور تسبب ضعف في العضلات، ونقص في نمو اللحية، ونقص في الطول، وتسبب نقص في شعر الجسم عند الرجال، وتضخم الصدر، بالإضافة إلى صعوبات جنسية. الورم الدماغي (قصور الغدد التناسلية المركزي) قد يؤدي إلى الصداع، ونقص في الرؤية، وخروج اللبن من الثدي، وأعراض تسببها مشاكل هرمونية أخرى.

### قصور الغدد التناسلية بسبب نقص موجهة الغدد التناسلية
أعراض قصور الغدد التناسلية بسبب نقص موجهة الغدد التناسلية -نوع من أنواع قصور الغدد التناسلية- يشمل تأخر أو عدم اكتمال النمو في البلوغ، وفي بعض الأحيان قصر الجذع، أو عدم القدرة على الشم، في الإناث، نقص في تطور الثديين، ونقص في مدة الطمث. وفي الذكور، نقص التطور الجنسي في بعض الصفات الذكرية: شعر الوجه، وتضخم القضيب والخصيتين، وغلاظة الصوت.ن

## التشخيص

### في الرجال
يمكن تشخيص نقص التيستوستيرون عن طريق عينة دم تفحص في المختبر وتطلب بوساطة الطبيب. هذا الفحص يطلب في ساعات الصباح الباكر عندما يكون تركيز الهرمون أعلى ما يمكن، حيث يتناقص هذا التركيز بمقدار 13% خلال اليوم.
التركيز الطبيعي لهرمون التيستوستيرون يتراوح بين (300_1000 نانو غم/دسي لتر أو نانو غرام لكل ديسي لتر).
يوصف العلاج إذا كان تركيز الهرمون أقل من 350 نانو غ/ديسي لتر. إذا كان تركيز التيستوستيرون في مصل الدم بين 230 و350 نانو غ/ديسي لتر فإن إعادة الفحص لتحديد تركيز التيستوستيرون الكلي وتركيز الغلوبيولين المرتبط بالتيستوستيرون لحساب تركيز التيستوستيرون الحر أو باستخدام الفصل المعتمد على الكثافة المتزن (equilibrium dialysis)، الذي قد يكون مفيدا.
العلاج قد يكون مهما حتى لو كان مستوى التيستوستيرون ضمن المستوى الطبيعي. مستوى الهرمون المعياري يعتمد على العمر إذ أن مستواه يقل كلما تقدم الإنسان في العمر؛ ولذلك يجب الأخذ بعين الاعتبار معدلات مستوى الهرمون للفئات العمرية المختلفة عند مناقشة العلاج بين الطبيب والمريض. رجل في السابعة والعشرين من عمره بمستوي تيستوستيرون 380 نانو غ/ ديسي لتر يعتبر في المستوى الطبيعي، ولكن يجب الأخذ بعين الاعتبار وجود نقص في الهرمون عند وجود العديد أو بعض الأعراض المذكورة سابقا. هذا التركيز للهرمون يضع هذا الشخص ضمن أقل 5% من فئة عمره بالنسبة لتركيز الهرمون، ولكن هذا التركيز يمكن أن يكون أكثر شيوعا في شخص عمره +80 عام. ولكن ذلك لا يعني أن شاب أُجري له فحص وتبين أن تركيز الهرمون في دمه 380غ/ديسي لتر يمتلك نفس تركيزالهرمون لشخص مسن أُجري له نفس الفحص وأعطى نفس النتيجة إذ أن تركيز الغلوبيولين المرتبط بالتيستوستيرون يختلف بينهما، ولذلك لا يمكن الجزم بالنتيجة. هذا الاختلاف يؤدي إلى تركيز أعلى من الهرمون الحر في الشباب، وفي الواقع بعض الاشخاص يعانون من انخفاض في تركيز الهرمون والغلوبيولين المرتبط بالهرمون ولكنهم لا يعانون من قصور الغدد التناسلية.
إن التناقص في تركيز التيستوستيرون في الدورة الدموية يُحفز غدة تحت المهاد والغدة النخامية لافراز هرمونات دماغية تحفز الخصيتين على إنتاج المزيد من التيستوستيرون. هذه الهرمونات الدماغية تشمل الهرمون المنشط لإفراز الجونادوتروبين - الذي تفرزه تحت المهاد- والهرمون المنشط للجسم الأصفر - الذي تفرزه الغدة النخامية-. حيث تقوم هذه الهرمونات بالتحكم في إنتاج التيستوستيرون بالتزامن. ويقوم نظام الاستجابة السابق على مبدأ التغذية الراجعة السالبة. عندما يعمل هذا النظام بكامل فعاليته فإن الجسم سيصنع حاجته الكاملة من التيستوستيرون، والذي سيرتبط بمستقبلاته الموزعة على أعضاء الجسم التي تحتاج هذا الهرمون. عندما يبلغ الرجال الثلاثين أو الأربعين من العمر ينخفض تركيز التيستوستيرون بمقدار1-3% كل عام.
قد يكون تركيز هرمون التيستوستيرون في بعض الرجال منخفضا لدرجة تؤثر على عمليات الأيض. ذلك قد يؤدي إلى تناقص كتلة العضلات، وتراكم الدهون خاصة في منطقة البطن، تقليل الطاقة، وضعف الشهوة الجنسية، واختلال في انتصاب العضو الذكري، وتأثير على مستوى الوعي الدماغي وغيرها، مع العلم بأنه ليس من الشرط وجود جميع الأعراض السابقة عند الرجل المصاب. الحرمان من النوم، والإجهاد، والتغذية، وممارسة الرياضة، والعوامل الوراثية، والعلاقات الصحية والعائلية الشخصية جميعها عوامل تؤثر في طريقة تجاوب المريض مع المرض والذي قد يتراوح من بسيط إلى معقد.
فحوص الدم
أدلى أخصائيو الغدد الصم بعدم رضاهم عن طريقة إجراء فحص تركيز التيستوستيرون الكامل والتيستوستيرون الحر. وقد أجريت البحوث بخصوص هذا الموضوع. وقد وُجد أن مؤشر الأندروجين الحر هو الأسوأ في تحديد تركيز التيستوستيرون الحر.

### النساء
كما في الرجال، يستخدم الهرمون المنشط للجسم الأصفر، والهرمون المنشط للحوصلة، وخصوصا في النساء اللاتي يعتقدن انهن في مرحلة انقطاع الطمث. ومستوى هذه الهرمونات يتغير خلال مراحل الدورة الشهرية. التاريخ المرضي المؤشر بوجود توقف في الدورة الشهرية قد يحمل تشخيصاً لانقطاع الطمث.
من الشائع عدم اطلاق «قصور الغدد التناسلية» على المرأة إذا انقطعت عنها الدورة الشهرية وهي في سن الأمل (السن المثالي لانقطاع الطمث) مقارنة مع المراة الصغيرة أو المراهقة التي ستعاني من قصور الغدد التناسلية في حال انقطاع الدورة الشهرية عنها بسن صغيرة وهذا لأن «قصور الغدد التناسية» ليس حالةً طبيعية، بينما انقطاع الطمث في سن الأمل هو تغير طبيعي في مستويات الهرمونات.
«قصور الغدد التناسلية» عادة ما يكتشف خلال تقييم التأخر بالبلوغ، ولكن التأخر المعتاد الذي يؤدي إلى بلوغ طبيعي في الوظيفة الإنجابية يسمى التأخر البنيوي الصحي . وقد يتم اكتشف قصور الغدد التناسلية خلال تشخيص العقم لدى الرجل أو المرأة.

## العلاج
قصور الغدد التناسلية الذكوري غالبا ما يعالج عن طريق علاج التيستوستيرون البديل في المرضى الذين يحاولون الاقتناع.و يتم ذلك عن طريق الأدمة (من خلال الجلد) باستخدام لاصق أو مادة هلامية، حقن، أو باستخدام الحبوب. التيستوستيرون الفموي لم يعد يستخدم في الولايات المتحدة لأنه يتحطم في الكبد ويتحول إلى ناتج غير فعال وقد يسبب ضرراً في الكبد، وكباقي علاجات الاستبدال الهرموني فإن العلاج يحدث تغييرات بطيئة تظهر مع الوقت، فقد يحتاح العلاج إلى 2-3 أشهر على الأقل لتخفيف الأعراض وخصوصا اختلال الوعي الادراكي. ويجب مراقبة تركيز التيتوستيرون بشكل دوري للتأكد من عدم زيادة التيستوستيرون فوق المستوى الطبيعي. تركيز التيستوستيرون الطبيعي في الرجال بين 20 و40 عاما يقع ضمن المجال 500-700 نانو غ/ ديسي لتر وإذا كان التركيز المسجل يقع على حافة المجال السابق فإن التشخيص يكون صعبا وغالبا ما تستخدم مؤشرات أخرى غير تركيز التيستوستيرون. العلاج الحديث يبدأ من 200 ملغ عن طريق الحقن العضلي، ويعاد هذا الحقن كل 10-14 يوم، أخذ عينة تيستوستيرون في اليوم الثالث عشر يعطي قيمة قاع (قيمة منخفضة)، معطيا الطبيب الخيار في تحديد ما إذا كان التركيز المعطى للمريض مناسبا. مزيج من 3,7 -ثنائي (2-هيدروكسي إيثيل) جليكوسيدات الفلافون جنبا إلى جنب مع مشتق جلوكوبيرنوسايد قادر على تحفيز تصنيع الستيرويدات وانعاش خلايا سيرتولي في الخصيتين وتحفيز حساسية هرموني LH وFSH.
مؤخرا، تم تسجيل استخدام اناستروزول (ارميدكس) - هو مانع لانزيم الاروماتيز يستخدم عادة في النساء اللاتي يعانين من سرطان الثدي – لتقليل تحويل التيستوستيرون في الرجال، وزيادة تركيز التيستوستيرون في مصل الدم. وفي القدم تم تحذير الرجال الذين يعانون من خطر سرطان البروستات من استخدام علاج التيستوستيرون ولكن تبين فيما بعد أنها مجرد خرافة.
الآثار الجانبية الأخرى يمكن أن تشمل على ارتفاع الهيماتوكريت في الدم إلى مستويات تتطلب التخلص من الدم لمنع المضاعفات المتعلقة بزيادة حجم الدم. ومن الأعراض الأخرى: كبر حجم الثدي في الرجال، ولكن ذلك نادر جدا، وأيضا هناك دلائل تشير إلى أن العلاج قد يسبب زيادة مرض انقطاع النفس الانسدادي أثناء النوم.
و قد وجد علاج آخر مجدي هو الجونادوتروبين الجنيني البشري.
لكل من الرجال والنساء وجد بديلا لعلاج التيستوسستيرون هو كلوموفين والذي قد يحفز الجسم طبيعيا لزيادة إنتاج الهرمونات بدون التسبب بحدوث عقم أو أي أعراض أخرى قد يسببها علاج التيستوستيرون البديل.
في النساء يتم تعويض كلا هرموني استراديول وبروجستيرون، بعض اختلالات الخصوبة يمكن معالجتها وبعضها الآخر لا يمكن علاجها، وقد يقوم بعض الأطباء باعطاء التيستوستيرون للنساء للزيادة الشهوة الجنسية.